# كأس الإمبراطور 1996
كأس الإمبراطور 1996 (باليابانية: 第76回天皇杯全日本サッカー選手権大会) هو الموسم 76 من كأس الإمبراطور. فاز فيه طوكيو فيردي.